# 姚門
姚門，或稱浙派姚門，為古琴琴派新浙派的一個分支，創始人為姚丙炎。姚門的概念最早由琴家林友仁提出，用於姚丙炎、姚公白、姚公敬父子三人於1991年出版的專輯《姚門琴韻》之命名，至今被廣泛使用，例如：姚公白在2003年成為國家級非物質文化遺產代表性傳承人時，即被稱為「姚門傳人」。

## 起源與形成
姚丙炎習琴於新浙派琴家徐元白，並與琴人張味真、孫慕堂、根如和尚及浙江文人馬一浮交遊。居住上海時，與今虞琴社中各派的琴人交流，並對古代琴譜《神奇秘譜》、《西麓堂琴統》等進行打譜，逐漸形成自己的風格。

## 風格
對於姚丙炎音樂風格的描述最早出自於1962年《人民音樂》的〈妙手回春——記古琴家姚丙炎的打譜活動〉一文：
|  | 姚丙炎同志的打谱优点，在于能根据乐曲内容的需要，很好地吸取各家的技法，特别能很好地继承发扬他老师徐元白先生的风格和技法特点。在节奏处理方面，不受一般已打出琴谱的节拍所拘，而能大胆地运用各种切分音，以塑造鲜明的音乐形象。 |

林友仁稱其為「音色秀美、手法洗鍊、穩健恬淡、含而不露、生動而不流俗」

## 傳承
姚丙炎的風格主要由其子姚公白和姚公敬二人傳承。

## 代表琴譜
- 《琴曲鉤沉》，姚丙炎著，姚公白整理

## 相關琴社
- 瀞和琴社：有香港、上海二個分社[16][17]

## 註記
1. ↑  査阜西的《1956年古琴採訪工作報告》中稱徐元白、張味真为 “新浙派”。

## 外部連結
- 瀞和琴社暨姚公白古琴工作室的Facebook專頁